# 長愛之
長 愛之（ちょう あいし、1878年〈明治11年〉 - 1942年〈昭和17年〉）は、日本の彫刻家。雅号は渡南（となん）。
東京美術学校彫刻科助手などを歴任した。

## 概要
栃木県出身の彫刻家である。雅号として渡南と称し、堺市のシンボルとして親しまれた『龍女神像』や、恩師をモチーフとした『竹内久一先生』などで知られている。東京美術学校で教鞭を執るなど、後進の育成にも努めた。

## 来歴

### 生い立ち
1878年（明治11年）、栃木県に士族として生まれた。上京して1895年（明治28年）に東京美術学校の門を叩き、予備之課程にて学び始めた。さらに彫刻科の木彫科に進み、1900年（明治33年）7月に卒業した。さらに研究科（木彫・塑造）に在籍し、1901年度（明治34年度）まで学んでいた。東京美術学校在籍時には、教授である竹内久一の薫陶を受けた。

### 彫刻家として
母校である東京美術学校に奉職し、後進の育成に尽力した。東京美術学校に助手として勤務していたころ、校長の正木直彦に連れられて静岡県小笠郡掛川町の遠江国報徳社を訪れた。正木が報徳思想を提唱した二宮尊徳を崇敬していたためとみられる。それ以来、長は掛川町に半年間滞在し、遠江国報徳社の社長であった岡田良一郎から報徳思想を学びながら、二宮尊徳をモチーフとした木像の制作に取り組んだという。1942年（昭和17年）に死去した。

## 作風

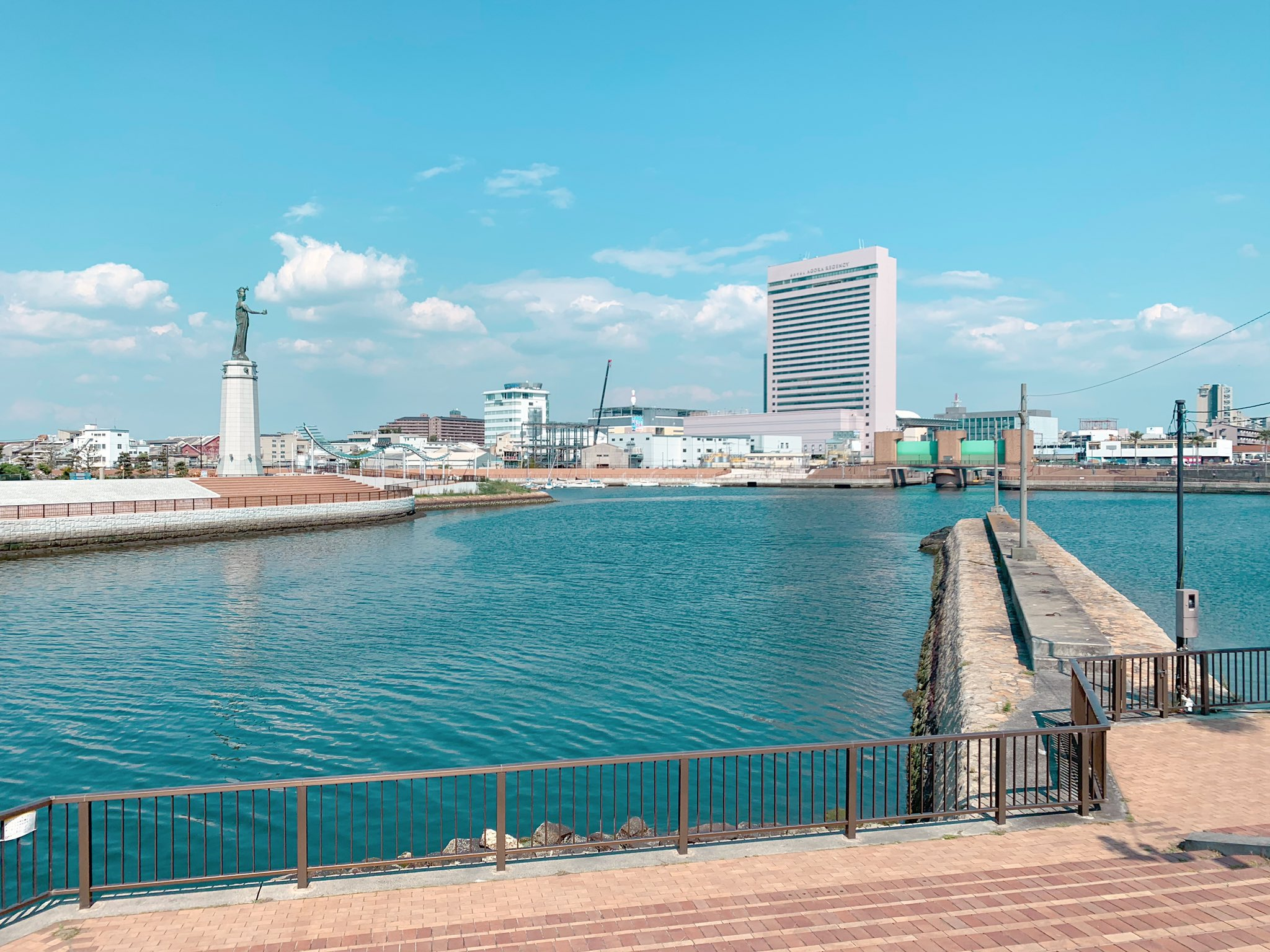
2000年に復元された『龍女神像』（左奥）

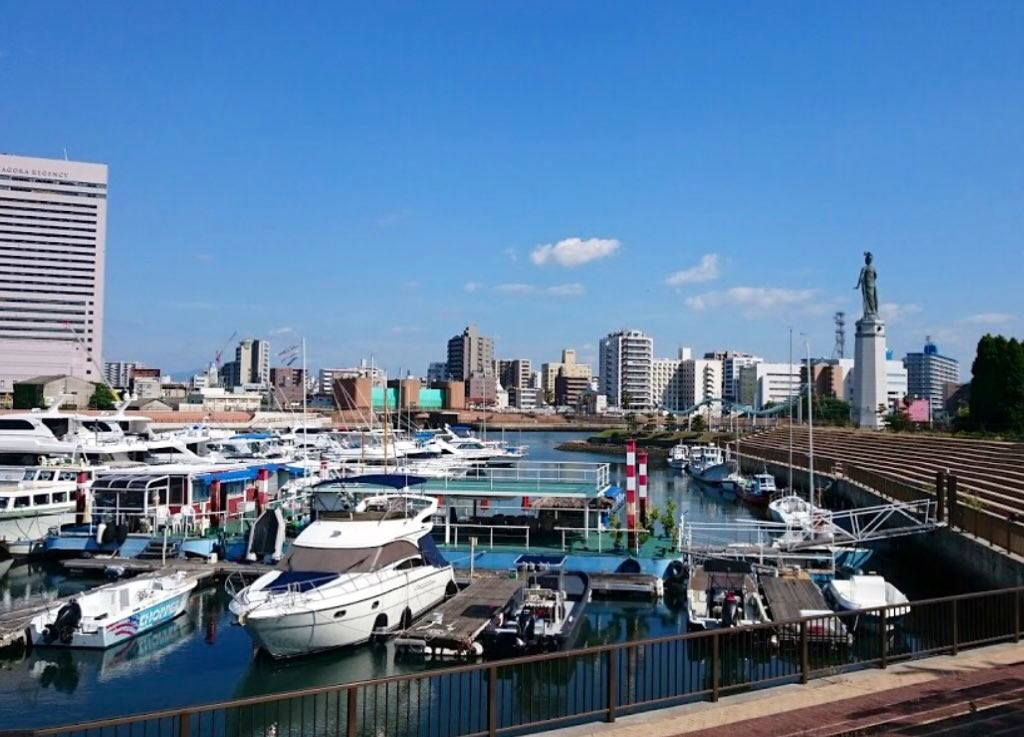
2000年に復元された『龍女神像』（右奥）

「渡南」と号し、芸術家として活躍した。特に彫塑を専門としており、木像や青銅像などを多く手掛けた。たとえば、恩師である竹内久一の指導の下で、細谷三郎や本保義太郎らとともに、内国勧業博覧会の噴水の彫刻を手掛けている。この像は堺水族館の前に建設された巨大な噴水に安置されることになり、『龍女神像』と命名された。博覧会終了後も大阪府堺市のシンボルとして親しまれてきたが、水族館の廃止に伴い1974年（昭和49年）に撤去されている。しかし、堺市の市制110周年を記念して復元されることになり、2000年（平成12年）に堺港の北波止緑地に設置されたことから、再びその巨大な姿を見ることができるようになった。
静岡県小笠郡掛川町に半年間滞在し、報徳思想を学んでから制作した高さ約50センチメートルの坐像である『二宮尊徳像』は名品として知られる。あまりの出来映えに、二宮尊徳の高弟である岡田良一郎が「死シテ遺憾無シ」と称賛したほどであったという。この像は2体制作されたが、そのうちの1体は東京美術学校に収蔵されていたものの、1911年（明治44年）の火災により灰燼に帰した。もう1体は、遠江国報徳社を改組発展させた大日本報徳社が収蔵している。
長の作品は高く評価され、各地の美術館などに収蔵されている。たとえば、1927年（昭和2年）に制作した全高55.5センチメートルの青銅像である『竹内久一先生』は、恩師である竹内久一をモチーフとした胸像であるが、これは東京芸術大学の大学美術館に収蔵されている。同様に、全高43.0センチメートルの石膏像である『武田信玄』や、全高43.6センチメートルの石膏像である『石川丈山』、高さ47.5センチメートルの石膏像である『島津義久』、高さ53.4センチメートルの石膏像である『藤原鎌足』、高さ43.4センチメートルの石膏像である『島津忠久』、高さ41.5センチメートルの石膏像である『織田信長』、といった作品群も全て東京芸術大学の大学美術館に収蔵されている。
そのほか、蟹谷国晴との合作として『鋳銅犬小供置物』と題した青銅像を東京彫工会競技会に出品したところ、銅牌を授与されている。この作品は1905年（明治38年）に『美術畫報』にも取り上げられている。また、『石膏望遠鏡置物』と題した石膏像は、彫工会で銀牌を授与されており、1907年（明治40年）に『美術畫報』にも取り上げられている。

## 人物
大甥の長重之は、愛之について「この人は、本当に器用なところもあったような気がする」と回顧しており、「『器用なところ』というのは、作家になるための人のよう」という意味だと説明している。鳶を着込み、ステッキを手にして、シャッポを被るなど、モダンな人物だったようである。東京府にアトリエを構え、多くの弟子を育成した。

## 家族・親族
長家は士族であり、多数の著名人を輩出したことでも知られる。兄の長祐之は栃木県足利郡足利町の町長を務めた。祐之の孫である長重之も美術家となった。
- 長祐之（兄） - 政治家[2]
- 長重之（大甥） - 美術家[2]

## 略歴
- 1878年 - 誕生[4]。
- 1900年 - 東京美術学校卒業[1]。
- 1942年 - 死去[4]。

## 主要な作品
- 龍女神像（1903年）[3]
- 鋳銅犬小供置物（1905年）[13]
- 石膏望遠鏡置物（1907年）[16]
- 二宮尊徳像（1909年）[5]
- 竹内久一先生（1927年）[4]

## 関連人物
- 岡田良一郎
- 竹内久一
- 二宮尊徳
- 正木直彦